# Fulltofta landskommun
Fulltofta landskommun var en tidigare kommun i dåvarande Malmöhus län.

## Administrativ historik
Kommunen bildades i Fulltofta socken i Frosta härad i Skåne när 1862 års kommunalförordningar trädde i kraft. 
Vid kommunreformen 1952 uppgick kommunen i Östra Frosta landskommun som uppgick 1969 i Hörby köping som 1971 ombildades till Hörby kommun.